# Dystrykt Mansa
Dystrykt Mansa – dystrykt w północnej Zambii w Prowincji Luapula. W 2000 roku liczył 179 749 mieszkańców (z czego 49,86% stanowili mężczyźni) i obejmował 36 634 gospodarstw domowych. Siedzibą administracyjną dystryktu jest Mansa.